# Sandy Springs
Sandy Springs es un área no incorporada ubicada del condado de Anderson en el estado estadounidense de Carolina del Sur. La comunidad se  encuentra en U.S. Route 76 entre Anderson y Clemson, y su código postal es 29670.. Es el lugar de nacimiento de Freddie Stowers, el único afroamericano que se adjudicará la Medalla de Honor por su servicio en Primera Guerra Mundial.